# Одлика гробова владара у српској средњовековној држави
Одлика гробова владара у српској средњовековној држави била је да су они заузимали места или у западним травејима наоса православног храма или, поређани по хијерархијској лествици, још ниже и даље од олтара, у спољној припрати и њеним параклисима (бочним капелама).

## Општа разматрања
Припремање гробног места у засебним црквама, капелама и параклисима уобичајавали су како српски владари тако и владари у западном и у источном делу хришћанског света.
Код православних верника, тело умрлог владара прво је полагано у гроб да би, након неког времена, било церемонијално вађено (elevatio) и преношено (translatio) са култним значењем моштију на почасно место у цркви.83 Тек у свом другом гробу (ћивоту с моштима) кости владара-светитеља − било монаха, било лаика − премештане су у најсветији део храма, пред сам олтар.
Ову праксу први је увео принц монах свети Сава који је био идеолог српске државе. Сава је пренео очеве мошти из Хиландара, где се упокојио, у Студеницу, његову задужбину и гробни храм. Тако је Студеница постала средиште култа светог оснивача. Управо је ту успостављен јединствен „важећи” модел на који су се угледали сви потоњи Немањићи када су чланове своје породице придруживали заједници светитеља и сахрањивали их у специјално саграђеним гробовима намењиним владарима.
Тако су нпр. земни остаци владара из куће Немањића полагани у зидане гробнице (крипте) над којима се постављао кенотаф у виду саркофага као спољашње обележје гроба под црквом.
Осим задужбинских гробних храмова (приватних меморија), византијски и српски владари подизали су и заједничке монументалне гробнице да би у њима обезбедили места за своје најближе сроднике (породични маузолеји), али и за присне и заслужне личности које нису биле племићког рода – углавном истакнуте духовнике, архиепископе и епископе.

## Значај гробова владара као стецишта молитвеног култа
За разлику од римокатоличке, источна православна црква није била обавезна да култ светитеља потврди званичном саборском одлуком; сматрало се да је канонизација обављена самим тим што се народ осведочио у мироточивост и чудотворност моштију. Тако се нпр. у народу тврдило да су осама година након смрти Стефана Мироточивог, када је отворен његов гроб пронађено нетакнуто тело „из кога је текло миро и ширио се светачки мирис.”
Код Срба је, почевши од успостављања култа светог Симеона, виши и крајњи смисао освећења моштију почивао је у њиховој заштити државе, народа, верника и ходочасника. У том смислу циљ светог Саве био је стварање „савршеног народа” и „Новог Израиља”, што би преведено на данашњи језик и категорију мишљења, значило следеће: „услов за стицање статуса пуноправног, историјског народа била је управо светост, сакрално утемељење династије и државе.”
Као што су владар или духовник за живота показивали очинску бригу за благостање свога народа или пастве, тако су и њихове мошти постајале стециште молитвеног култа за опште спасење, али и гаранција за јединство народа и опстанак државе. Није, зато, никакво чудо што уздизање владара у ред светитеља добија на снази и учесталости како у раздобљима образовања, тако и у временима поновног успостављања изгубљене државности.

## Преглед гробова средњовековних српских владара
| Свети Јован Владимир     |  | Сахрањен у манастиру Пречиста Крајинска код Бара. Данас почива у манастиру код Елбасана, који је саградио господар Албаније Карло Топија 1381, а дио моштију jе у саборноj цркви у Тирани. |
| Михаило Војислављевић    |  | Овај први Србин који је себе титулирао за краља, сахрањен је, према Летопису попа Дукљанина, у манастиру Светог Срђа и Ваха на реци Бојани, у близини Скадра, у којој су сахрањени и Бодин и њихови потомци Владимир и Градихна. Ова светиња, коју су својевремено обнављали наша краљица Јелена Анжујска и њени синови, као и краљ Милутин, данас је у рушевинама, а река је делимично однела њен олтарски део и добар део наоса, па није археолошки истраживана. |
| Свети Симеон Мироточиви  |  | Умро је 1200. године, као монах у манастиру Хиландар. Свети Сава, његов најмлађи син, пренео је његове остатке у царску Лавру Студеницу и положио је у ћивот 19. фебруара 1208. године; ово се догодило осам година након његове смрти, након што је отворен гроб и у њену пронађено нетакнуто тело из кога је текло миро и ширио се светачки мирис. И данас почива у Студеници. |
| Свети Сава               |  | Преминуо је у бугарској престоници Трнову, током повратка из Свете земље, на дан оданија Богојављења, 13. јануара 1236. године, где је и сахрањен у земљу. Краљ Владислав је пренео његово тело из Трнова у Милешеву, наредне године, а гробница у коју га је положио постоји и данас. |
| Стефан Првовенчани       |  | Преминуо је 1227. када је прво био сахрањен у земљи, али је његово тело извађено због рата 1687. године и пренето из Сопоћана у Црну Реку, а потом 1701. године у Студеницу, где се и данас налази. |
| Краљ Владислав           |  | Прво је сахрањен на манастирском гробљу, да би након археолошког ископавања 1990. био извађен из гроба и сахрањен у ћивоту постављеном у цркви Милешевског манастира. |
| Стефан Урош I            |  | Умро је у манастиру у Хуму где је и сахрањен. Његови посмртни остаци су пренети и сахрањени у Сопоћанима, где су лежали све до седамдесетих година прошлог века, када их је археолошкиња Ц. Јуришић разбацала, и то без потребног антрополошког прегледа и стручне документације, тако да он данас нема познат гроб. Зна се да се у манастиру Пива чува његова рука. |
| Јелена Анжујска          |  | Прво је сахрањена у Брњацима. Три године касније, 1317, Јелена се наводно јавила у визији једном монаху у њеној задужбини, манастиру Градац, и затражила да јој се тело извади из блата и стави пред посетиоце. Потом је пренета и сахрањена у десној гробници манастира Градац, где је почивала све до седамдесетих година прошлог века када је археолошкиња Ц. Јуришић отворила и њен гроб а кости разбалаца, баш као и кости њеног мужа. Гробница је сада празна, али су мошти, барем тако кажу, ипак закопане негде испод пода цркве. |
| Стефан Драгутин          |  | Умро је 12. марта 1316. године у Дебрцу и пренет је у манастир Ђурђеви Ступови код Новог Пазара, где му се гроб налази десно од врата у капели која је постављена уз северозападни део цркве. Његове су мошти ту лежале све до 1597. године, али се не зна шта се потом десило. У Високим Дечанима се чувао реликвијар са његовом десном руком, све док крајем 2011. године није враћен у Ђурђеве Ступове. |
| Стефан Урош II Милутин   |  | Преминуо је у двору у Неродимљу, на Косову, одакле је пренет у манастир Бањска. Све до Косовске битке, његове су мошти лежале у Бањској, али су потом пребачене у Трепчу, а онда, око 1460. године, у Софију где се и данас налазе. |
| Стефан Урош III Дечански |  | Умро је 13. септембра 1331. године, а сахрањен је у гробници коју је сам подигао, на јужној страни наоса у Високим Дечанима, а мошти су му затим премештене у кивот пред олтаром. |
| Стефан Урош IV           |  | Првобитно је био сахрањен у цркви манастира Светих Арханђела Михаила и Гаврила, у Призрену, у својој задужбини, коју су Турци срушили и од чијег су камена подигли џамију у Призрену. Године 1965. године његове мошти су свечано пренете у Цркву Светог Марка на Ташмајдану, где се и данас налазе, на почасном месту уз јужни зид. |
| Стефан Урош V            |  | Умро је 4. децембра 1371, прво је сахрањен у земљу, да би након три века његове мошти биле пребачен у ћивот и чуване у Манастиру Успенија Богородице у Неродимље на Косову. Монах Христофор их је 11. маја 1705. године пренео у манастир Јазак на Фрушкој гори, док је једна кост пренесена у Студеницу у дрвеном ћивоту 1720. године. Године 1726. пренет је у Крушедол, а 1730. у Врдник. Године 1731. године је враћен је у Јазак. |
| Кнез Лазар               |  | Прво је сахрањен у цркви Вазнесења Господњег у Приштини, али су га годину дана доцније његови синови Стефан и Вук откопали и пренели у Раваницу, где су мошти лежале све до Велике сеобе 1690. године. Тада су пренете у Сент Андреју, у данашњој Мађарској, где су провеле четири године. Потом су пренете у манастир Врдник на Фрушкој гори, који је тада добио назив Раваница. Због рата са Турцима, 1716. су године склоњене су у Футог. Током револуције 1848. године склоњене су прво у Фенек, а потом враћене у Врдник. За време Другог светског рата пренете су у Бешенево, али су их усташе ипак украле и однеле у Загреб. Немци су их натерали да мошти врате, па су пренете у Саборну цркву у Београду 14. априла 1942. Данас се налазе у Раваници. |
| Деспот Стефан Лазаревић  |  | Умро је 19. јула 1427. године по старом календару а за место свог вечног починка одредио је најмању од свих цркава које је подигао, у манастиру Копорин, код Велике Плане. |